# Ravarino
Ravarino (emilián nyelven Ravarèin) település Olaszországban, Emilia-Romagna régióban, Modena megyében. Lakosainak száma 6255 fő (2023. január 1.). Ravarino Camposanto, Crevalcore, Nonantola és Bomporto községekkel határos.

## Népesség
A település lakossága az elmúlt években az alábbi módon változott:
| Lakosok száma | 6154 | 6132 | 6255 |
|               | 2017 | 2018 | 2023 |

## Ismert személyek, akik a településhez kötődnek
- Itt született Carmen Villani (1944. május 21.– ) olasz yé-yé- és popénekes, színművész.